# Macrothelypteris ornata
Macrothelypteris ornata är en kärrbräkenväxtart som först beskrevs av Nathaniel Wallich och Richard Henry Beddome, och fick sitt nu gällande namn av Ren-Chang Ching. Macrothelypteris ornata ingår i släktet Macrothelypteris och familjen Thelypteridaceae. Inga underarter finns listade.